# Montboucher
Montboucher é uma comuna francesa na região administrativa da Nova Aquitânia, no departamento de Creuse. Estende-se por uma área de 27,68 km². Em 2010 a comuna tinha 361 habitantes (densidade: 13 hab./km²).